# Myszogonek
Myszogonek (Otomops) – rodzaj ssaków z podrodziny molosów (Molossinae) w obrębie rodziny molosowatych (Molossidae).

## Rozmieszczenie geograficzne
Rodzaj obejmuje gatunki występujące w południowej i południowo-wschodniej Azji i Afryce (włącznie z Madagaskarem).

## Morfologia
Długość ciała (bez ogona) 67–109 mm, długość ogona 30–58 mm, długość ucha 22–46 mm, długość tylnej stopy 8–16 mm, długość przedramienia 48–74 mm; masa ciała 15,5–45 g.

## Systematyka
Rodzaj zdefiniował w 1913 roku angielski zoolog Oldfield Thomas w artykule zatytułowanym O niezwykłym nowym molosowatym z południowego Bombaju, opublikowanym w czasopiśmie „The Journal of the Bombay Natural History Society”. Gatunkiem typowym jest (oryginalne oznaczenie) myszogonek indyjski (O. wroughtoni).

### Etymologia
Otomops: gr. ους ous, ωτος ōtos ‘ucho’; rodzaj Mops Lesson, 1842 (mops).

### Podział systematyczny
Do rodzaju należą następujące gatunki:
| Grafika | Gatunek                  | Autor i rok opisu                                           | Nazwa zwyczajowa         | Podgatunki         | Rozmieszczenie geograficzne | Podstawowe wymiary                                                | Status IUCN |
| ------- | ------------------------ | ----------------------------------------------------------- | ------------------------ | ------------------ | --- | ----------------------------------------------------------------- | ----------- |
|         | Otomops harrisoni        | Ralph, L.R. Richards, P.J. Taylor, Napier & J.M. Lamb, 2015 |                          | gatunek monotypowy | nierównomiernie w północno-wschodniej i wschodniej Afryce (Erytrea, Dżibuti, Etiopia, Uganda, Rwanda i Kenia) i południowo-zachodnia Arabia (Jemen); zakres wysokości: powyżej 1000 m n.p.m.                                                                                             | DC: 9–10,9 cm DO: 4–5,8 cm DP: 6,4–7,4 cm MC: 27–45 g             | VU          |
|         | Otomops martiensseni     | (Matschie, 1897)                                            | myszogonek ogromnouchy   | gatunek monotypowy | nierównomiernie w Gwinei, Wybrzeżu Kości Słoniowej, Ghanie, Republice Środkowoafrykańskiej, Demokratycznej Republice Konga, zachodniej Ugandzie, Rwandzie, Burundi, Kenii, Tanzanii, Angoli, Zambii, Malawi, Zimbabwe i wschodniej Południowej Afryce; zakres wysokości: 0–2900 m n.p.m. | DC: 8,7–10,3 cm DO: 3,9–5,2 cm DP: 6–6,8 cm MC: 25–38 g           | NT          |
|         | Otomops madagascariensis | Dorst, 1953                                                 | myszogonek madagaskarski | gatunek monotypowy | endemit Madagaskaru: odizolowane stanowiska, głównie na suchszym zachodzie, od rezerwatu specjalnego Ankarana na południe do Parku Narodowego Isalo i Toliary; zakres wysokości: 0–1350 m n.p.m.                                                                                         | DC: 8,9–9,6 cm DO: 3,5–5 cm DP: 5,7–6,6 cm MC: 17,5–29 g          | LC          |
|         | Otomops wroughtoni       | (O. Thomas, 1913)                                           | myszogonek indyjski      | gatunek monotypowy | kilka rozłączonych lokalizacji w południowo-zachodnich Indiach i północno-wschodniej Kambodży; zakres wysokości: do 800 m n.p.m. | DC: 8,7–9,9 cm DO: 4,1–4,9 cm DP: 6,3–6,7 cm MC: brak danych      | DD          |
|         | Otomops formosus         | Chasen, 1939                                                | myszogonek jawajski      | gatunek monotypowy | endemit Indonezji: zachodnia Jawa (znany z dwóch lokalizacji, Cibadak i Cibodas, tylko na południe od Dżakarty; zakres wysokości: do 1450 m n.p.m. | DC: 7,9–8,6 cm DO: 3–4,3 cm DP: 5,9–6 cm MC: 26–27 g              | DD          |
|         | Otomops johnstonei       | D.J. Kitchener, How & Maryanto, 1992                        | myszogonek samotny       | gatunek monotypowy | endemit Indonezji: Małe Wyspy Sundajskie (znany tylko z miejsca typowego na Alor) | DC: około 7,9 cm DO: około 4,4 cm DP: około 6 cm MC: około 19,5 g | DD          |
|         | Otomops secundus         | Hayman, 1952                                                | myszogonek płaszczowy    | gatunek monotypowy | endemit Papui-Nowej Gwinei: znany z 3 stanowisk (Tapu w Madang, Kimi Creek Camp w Eastern Highlands oraz Hohola w Port Moresby; zakres wysokości: 1800–2000 m n.p.m. | DC: 7–7,1 cm DO: 3,6–3,7 cm DP: około 5,8 cm MC: brak danych      | DD          |
|         | Otomops papuensis        | B. Lawrence, 1948                                           | myszogonek wielkouchy    | gatunek monotypowy | endemit Papui-Nowej Gwinei: znany z 2 stanowisk (rzeka Vailala w pobliżu Keremy oraz rzeka Mai-u w pobliżu góry Suckling); zakres wysokości: 0–300 m n.p.m. | DC: 6,7–7,1 cm DO: 3,3–3,6 cm DP: 4,8–5,1 cm MC: 15,5–17,5 g      | DD          |

Kategorie IUCN:  LC  – gatunek najmniejszej troski,  NT  – gatunek bliski zagrożenia,  VU  – gatunek narażony,  DD  – gatunki o nieokreślonym stopniu zagrożenia.